# Plant Ecology
Plant Ecology (ISSN 1385-0237) — міжнародний ботанічний журнал, котрий публікує результати наукових досліджень у галузі екології рослин. Він має імпакт-фактор 1,9 і, таким чином, посідає 144 місце з 449 журналів. Раніше журнал називався Vegetatio, який виходив з 1948 по 1996 рік і був заснований Рейнгольдом Тюксеном, впливовим екологом рослинності.

## Історія
Журнал засновано у 1948 році під назвою «Vegetatio» Жозіасом Браун-Бланке.

## Тематика
- екофізіологія
- експериментальні і теоретичні дослідження екосистем
- екологія популяцій
- молекулярна екологія
- історична екологія

## ISSN
- ISSN 1385-0237 (друкована версія)
- ISSN 1573-5052 (електронна версія)